# Syndrome d'apnées du sommeil
Pour les articles homonymes, voir SAS.
 Mise en garde médicale
Le syndrome d'apnées du sommeil (SAS) ou plus précisément syndrome d'apnées-hypopnées du sommeil (SAHS) est un trouble du sommeil caractérisé par un arrêt du flux respiratoire (apnée) ou une diminution de ce flux (hypopnée).
Il peut être classé en deux catégories selon ses causes. Dans 90 % des cas, la cause est obstructive et le résultat d'un surpoids ou d'une obésité. On parle alors plus précisément de « syndrome d'apnées obstructives du sommeil » (SAOS). Il résulte principalement d'efforts respiratoires pour lutter contre une obstruction par accumulation de graisse dans les tissus des voies aériennes supérieures. Plus rarement, le syndrome peut être d'origine neurologique entraînant une anomalie du contrôle de la respiration. Il n'y a donc alors pas d'effort d'inspiration comme dans le cas précédent. On parle alors de « syndrome d'apnées centrales du sommeil » (SACS).
Ce syndrome ne peut pas entraîner la mort directement, mais affecte la qualité de vie des personnes atteintes et réduit leur espérance de vie. En effet, les apnées, en dégradant la qualité du sommeil, provoquent l'apparition d'une somnolence diurne excessive, parfois associée à une irritabilité, à une baisse de la libido ou à un état dépressif. Il est également associé à une augmentation des cas d'hypertension artérielle et à l'apparition à long terme d'autres troubles cardiovasculaires.
La prévalence du syndrome d'apnées du sommeil est estimée entre 0,5 et 5 %. Le SAS, dans sa forme la plus fréquente (SAOS), a été décrit en 1956 sous le nom de « syndrome de Pickwick ». La perte de poids est efficace quel que soit le degré de sévérité du syndrome,. Lorsque celle-ci n'est pas possible, le traitement repose alors sur la ventilation en pression positive continue (PPC).

## Définition

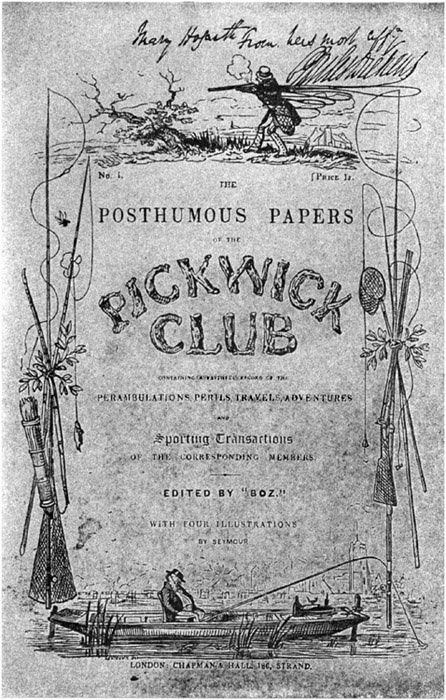
Le SAOS a longtemps porté le nom de « syndrome de Pickwick » (syndrome obésité-hypoventilation), nom tiré des Papiers posthumes du Pickwick Club de Charles Dickens. Le personnage de Joe apparaît au 4e chapitre du volume.

Le SAS est défini par la survenue durant le sommeil d’épisodes anormalement fréquents d’obstruction complète ou partielle des voies aériennes supérieures, responsables d’interruptions (apnées) ou de réductions significatives (hypopnées) de la ventilation, et associés à des manifestations cliniques le plus souvent dominées par une somnolence diurne excessive avec parfois des endormissements incoercibles.
Les autres symptômes principaux sont le ronflement, la somnolence et les céphalées matinales, et la constatation d’apnées au cours du sommeil par l’entourage.
Plusieurs symptômes et signes sont communs à ceux d'une aggravation de la déglutition salivaire atypique, reliquat de la déglutition infantile : interruption prématurée de la croissance, du développement et de la maturation des organes buccaux (infraclusion des dents, palais étroit et profond, etc. ; voir aussi « auxologie »), laxité musculaire (langue, voile du palais, pharynx), respiration buccale, souffrance respiratoire (hypoxémie), infections fréquentes des voies respiratoires, prédisposition aux allergies, bruxisme, acouphènes (en anglais tinnitus), etc.
Le diagnostic est posé sur un nombre excessif d’événements (apnées et hypopnées) constaté (un index apnée-hypopnée supérieur ou égal à 5) au cours d’un enregistrement polysomnographique. L'index apnée-hypopnée (IAH) est défini par le nombre d'événements par heure. Un IAH de 10 peut donc être 10 événements en 1 heure ou 80 événements en 8 heures.

## Événements respiratoires
L'apnée est définie par une interruption du débit aérien de plus de dix secondes. Il n'existe aucun consensus de définition pour l'hypopnée. Cette dernière est souvent associée, en polysomnographie, à des phases de désaturation en oxygène (diminution de 3 à 4 % de la saturation, voire plus pour les cas les plus graves), ces événements s'accompagnant d'un allègement du sommeil responsable de somnolence excessive.
La mesure des efforts respiratoires permet de qualifier les apnées en séparant les apnées obstructives (avec efforts respiratoires), les centrales (sans effort) ou les mixtes. Il n'existe pas de consensus de définition du seuil pathologique où il est question de ronflements : 45 à 60 dB (chiffre correspondant à une conversation courante) sans standardisation de la mesure[pas clair]. Les analyses acoustiques ne présentent pas d'intérêt. Les microéveils sont induits par l’augmentation de l’effort respiratoire (et pas par la diminution de la saturation en O2). Il n'existe pas de consensus sur la durée les définissant, le seuil le plus courant étant une période supérieure à trois secondes.

## Syndromes

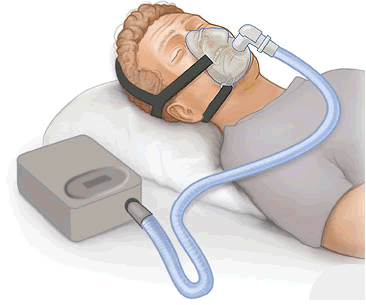
Un schéma de principe de la machine utilisée pour la mesure polysomnographique.

### Apnées obstructives du sommeil
Le diagnostic n’est posé qu'après une mesure polysomnographique. Aux États-Unis, ce syndrome est défini par une fréquence supérieure à cinq apnées par heure de sommeil. En France, le seuil est de dix apnées par heure de sommeil[réf. nécessaire]. Hormis les effets potentiels de la déglutition salivaire atypique, il n'existe pas d'étude de corrélation entre seuils et pathologie ou souffrance ressentie.

### Apnées centrales du sommeil
Le diagnostic est également posé après un examen polysomnographique qui ne retrouve pas d'obstruction comme cause des apnées. Il existe cependant des syndromes mixtes.

### Ronflement
Le phénomène est banal (d'après les déclarations de leurs conjoint(e)s, 86 % des hommes ronflent). L’interrogatoire reste très peu fiable. Les différents enregistrements de polysomnographie ont montré que les femmes ronflaient autant que les hommes bien que la puissance en décibels soit plus importante chez l'homme que la femme. L'âge (maximum à 60–70 ans), la surcharge pondérale, l'alcool et la prise de certains médicaments induisant un relâchement musculaire favorisent le ronflement. Il constitue une plainte initiale fréquente dans la découverte des SAOS.
Un index de ronflement (nombre de ronflements/heure de sommeil) peut être calculé. Un ronfleur a un index supérieur à 30. Il s'agit d'un cas sévère s'il est supérieur à 300. Là aussi, les valeurs seuils influent sur la prévalence.
Ronfler a été défini comme un facteur de risque cardiovasculaire indépendant du SAOS. Sans SAOS, il existe une somnolence diurne chez certains ronfleurs.

### Hautes résistances des voies aériennes supérieures
C’est une définition clinique et polysomnographique. Il s'agit de l'association d'une somnolence diurne excessive, d'« évènements respiratoires nocturnes hors apnées-hypopnées » (ronflements, microéveils, limitation du débit, etc.) et d'un test thérapeutique : amélioration par la ventilation en pression positive continue.
Ce syndrome se différencie du SAOS par l’absence d’apnées ou d’hypopnées telles qu’elles sont définies plus haut (inférieur à 10 apnées par heure, en France), et par l’absence de retentissement sur la saturation artérielle en oxygène au cours du sommeil, même s'il existe une similitude entre ces deux syndromes sur le plan des symptômes (altération de la vigilance, somnolence diurne) et de leur mécanisme (fragmentation du sommeil en rapport avec une élévation des résistances des voies aériennes supérieures).

## Épidémiologie
On évalue la sévérité d'un syndrome d'apnées du sommeil au terme d'un enregistrement polysomnographique nocturne en comptant le total moyen horaire du nombre d'apnées centrales, du nombre d'apnées obstructives et du nombre d'hypopnées. Le résultat de cette mesure se nomme l'Index Apnées-Hypopnées (IAH).
La gravité de la maladie apnéique est évaluée par cet IAH :
- IAH inférieur à 5 : le sujet est dans la moyenne de la population, il n'y a pas d'affection ;
- IAH entre 5 et 15 : syndrome léger ;
- IAH entre 15 et 30 : syndrome modéré ;
- IAH égal ou supérieur à 30 : syndrome sévère.

### Prévalence
- 24 % des sujets testés en polysomnographie ont un IAH égal ou supérieur à 5.
- 15 % des sujets testés en polysomnographie ont un IAH égal ou supérieur à 10.
- 5 % des sujets testés en polysomnographie ont un IAH égal ou supérieur à 15.
- Les sujets ayant un IAH supérieur à 20 sont beaucoup plus rares
- Et les sujets ayant un IAH supérieur à 30 sont extrêmement rares

Ces chiffres concernent les sujets ayant entrepris la démarche de diagnostic, donc ayant commencé à consulter le neurologue. La prévalence exacte sur la population entière reste toutefois difficile à évaluer car la plupart des personnes souffrant d'apnées du sommeil ne consultent pas et restent sans diagnostic, et donc également sans prise en charge. Comme pour nombre d'affections médicales chroniques et pour les mêmes raisons (la non-consultation) la prévalence sur la population est donc certainement sous-évaluée.
Par ailleurs 1 à 2 % des enfants âgés de 4  à   5 ans souffrent d’apnées du sommeil (essentiellement ceux ayant de grosses amygdales et des végétations).
La méthode de référence pour l'évaluation de la prévalence est la polysomnographie (PSG). Cette technique est cependant lourde et coûteuse (un peu moins de 200 € en France en 2008) avec des limites : surestimation selon la position de sommeil, effet première nuit, etc. Elle est par conséquent inutilisable en épidémiologie.
L'évaluation de la prévalence sur la population repose donc beaucoup plus sur l'utilisation de questionnaires directs ou téléphoniques, mais avec des résultats individuels estimés de manière très imparfaite par rapport à ceux résultant de la polysomnographie. Les résultats de mesure d'une prévalence sur la population par l'emploi de ces questionnaires très subjectifs sont de 5 % à 9 % chez l’homme et d'environ 2,5 % chez la femme et n'ont donc qu'une valeur indicative, la précision objective suffisante chez chaque individu ne pouvant être obtenue qu'au terme d'un véritable examen polysomnographique avec prise en compte des biais, notamment ceux dû à l'effet "première nuit".

### Facteurs favorisants
Longtemps on a cru que le sexe masculin était plus sujet à faire des apnées du sommeil mais les différentes études sur la polysomnographie ont montré qu'il y a pratiquement une égalité entre les hommes et les femmes souffrant d'apnées sévères du sommeil, l'âge (maximum à 60–70 ans), la présence d'une surcharge pondérale de type androïde, la prise d'alcool avant le coucher, la prise de certains médicaments induisant un relâchement musculaire, la présence d'un asthme ou autres symptômes respiratoires, le tabagisme. Même si le tableau concerne typiquement un homme âgé et obèse, il peut se voir chez d'autres personnes, même chez la femme longiligne.
La présence d'une maladie cardiovasculaire augmente de deux à trois fois le risque de développer une apnée du sommeil. De même, ce syndrome est plus fréquent chez le diabétique de type II, chez l'hypertendu. La raison de ces corrélations n'est pas claire, et s'agissant de maladies chroniques, il est impossible de savoir si l'apnée augmente le risque de ces maladies ou si ces maladies augmentent le risque d'apnée.
Il existe des formes familiales caractérisées par des similitudes anatomiques. Certaines maladies endocrines (hypothyroïdie, acromégalie, Cushing, diabète) favorisent la survenue d'apnées du sommeil ; de même, l'obstruction nasale, saisonnière ou non, responsable d'une respiration anormale par la bouche. Déglutition atypique : les interpositions de la langue entre les dents supérieures et les dents inférieures, au cours des 1 500  à   2 000 déglutitions salivaires (« DS ») quotidiennes (appelé DS infantile chez l'enfant, DS atypique ou DS dysfonctionnelle chez l'adulte) favorise également cette anomalie respiratoire.
L'hypodéveloppement des maxillaires (mâchoires, fosses nasales et sinus étroits), la présence d'un palais effondré ou palais creux en ogive, toujours associé à des fosses nasales étroites (le palais est le plancher des fosses nasales), une mandibule (mâchoire du bas) trop petite (micrognathie) et placée trop en arrière (rétrognathie avec menton fuyant, ne pouvant jouer son rôle protecteur des voies respiratoires pendant le sommeil, l'arc mandibulaire devant normalement empêcher la langue de retomber en arrière en position allongée pendant le sommeil) sont également associés au syndrome d'apnées du sommeil.

### Histoire naturelle
L'apnée du sommeil, sans intervention, tend à s'aggraver avec le temps. La concomitance de maladies chroniques (diabète, hypertension artérielle ou maladies cardiovasculaires) ne permet pas d'affirmer si ces dernières sont le terrain ou la conséquence d'une apnée du sommeil. Seule la surveillance des patients porteurs de ce syndrome sur le long terme permet de suspecter une relation causale.
Le risque de survenue d'une hypertension artérielle (HTA) semble étroitement corrélé au nombre d'apnées. Le traitement du SAOS par ventilation par pression positive continue permet une régression modeste des chiffres tensionnels. Il existe une augmentation sensible de la mortalité, essentiellement cardiovasculaire, chez les patients porteurs d'une apnée du sommeil. Cela est démontré de manière indirecte par une diminution  des chiffres de mortalité chez le patient traité.
Le ronflement est un facteur de risque de faire un infarctus (risque relatif de 4,4). L'hypopnée, si et seulement si elle s'accompagne d'une hypoxie transitoire, semble également être un facteur de risque cardiovasculaire. L’hypoxie a des conséquences à long terme, mais la somnolence diurne a des conséquences immédiates, en particulier sur les fonctions cognitives, l'humeur et le comportement (irritabilité, agressivité, dépression) et augmente le risque d’accident de la route[réf. souhaitée].

## Mécanismes
Les apnées obstructives du sommeil sont dues à la fermeture (« collapsus ») des voies aériennes lors de l’inspiration, qui génère une pression négative endopharyngée (pression de « succion »). Ce collapsus peut survenir en un ou plusieurs sites de l’oropharynx ou de l’hypopharynx. De nombreux facteurs peuvent participer à leur genèse, à des degrés divers selon les sujets :
- facteurs anatomiques : hypertrophie amygdalienne, micro(rétro)gnathie, obstruction nasale, obésité, etc. Ces facteurs réduisent le calibre des voies aériennes supérieures et augmentent leur résistance ; cette augmentation de résistance est accrue dans certaines positions, comme la flexion du cou et le décubitus dorsal, et lors de l’hyperventilation réflexe qui fait suite aux apnées ;
- augmentation de la compliance des voies aériennes supérieures (« flaccidité ») ;
- facteurs neuromusculaires (aggravés par la consommation d’alcool ou d’hypnotiques) : réduction trop importante du tonus des muscles dilatateurs du pharynx (muscles affectant la position de la langue, de l’os hyoïde, du palais) au cours du sommeil (d’autant plus que celui-ci est profond ou paradoxal), à l’état de base et en réponse aux stimuli mécaniques (anomalies des réflexes induits par la pression négative inspiratoire stimulant des récepteurs pharyngés, ou par le volume pulmonaire) ou chimiques (diminution de la sensibilité des centres respiratoires à l’hypoxémie et à l’hypercapnie) ;
- désynchronisation entre l’activité des muscles dilatateurs et celle du diaphragme ;
- retard à l’éveil en cas de collapsus des voies aériennes supérieures.

Les intrications sont complexes entre ces différents mécanismes. Cette apnée provoque un défaut d'oxygénation sanguin (hypoxémie) et un défaut d'évacuation du gaz carbonique (hypercapnie). Cette dernière stimule la ventilation, quitte à provoquer un bref réveil. Dans les cas les plus graves, ces apnées peuvent se produire jusqu'à plusieurs centaines de fois par nuit chez un patient.

## Aspects cliniques
Le syndrome d'apnées du sommeil est responsable de plusieurs manifestations cliniques. Un « index apnées hypopnées » IAH  mesure le nombre d'apnées et d'hypopnées par heure pendant le sommeil

### Pendant la veille
- somnolence
- sommeil non réparateur (ex. : fatigue)
- céphalées matinales
- Hypertension artérielle
- accidents (ex. : accident domestique, accident du travail, accident de la route)
- syndrome dépressif
- hallucinations hypnagogiques
- comportement automatique
- troubles de la mémoire
- impuissances, troubles de la libido
- troubles du comportement

### Pendant le sommeil
- ronflements
- apnées
- mouvements du corps
- réveils en sursaut
- nycturie
- hypersialorrhée
- énurésie
- sueurs nocturnes
- somnambulisme
- somniloquie
- bruxisme
- syndrome du canal carpien[21].
- Reflux gastro-œsophagien[22],[23],[24],[25],[26],[27],[28], mais sans lien causal compris ou démontré (notamment la gravité du reflux ne semble pas corrélée à la gravité de l'apnée du sommeil)[29]

### Informations complémentaires
Le ronflement du SAOS est souvent intense, interrompu par des apnées (silence) avec une reprise « explosive » qu’accompagnent des mouvements des jambes. Mais, il existe des syndromes d'apnée du sommeil sans ronflement : grande insuffisance respiratoire, patients opérés.
Les apnées ne sont pas toujours perçues par le patient mais constituent une source d’inquiétude pour le conjoint. Elles sont responsables de réveils en sursaut avec sensation d’étouffement. Les sueurs nocturnes sont décrites dans 66 % des cas. Le somnambulisme est présent dans 10 % des cas. La nycturie correspond au fait de se lever trop fréquemment la nuit pour uriner. Elle est présente dans 28 % des cas (par probable sécrétion de facteur natriurétique auriculaire provoqué par les apnées et la dépression thoracique). Les troubles de la libido sont retrouvés chez 28 % des patients. La somnolence diurne est causée par une déstructuration du sommeil et disparition des phases de sommeil profond. Elle se manifeste essentiellement après les repas ou lors d’absence de stimulation : réunion, conduite, en lisant, etc. Elle est évaluée par l’échelle de somnolence d’Epworth. Elle est parfois sous-estimée par le patient car ancienne et banalisée et peut être associée à des comportements automatiques : rasage plus long que nécessaire, etc.
Les troubles du comportement sont variés et fréquents : irritabilité et agressivité, dépression, troubles cognitifs, céphalées matinales. Il faut rechercher, par l’interrogatoire, des antécédents de réveils post-opératoires compliqués (extubations difficiles, réanimation post-opératoire), une HTA, une bronchopneumopathie chronique obstructive, des interventions ORL, la prise de médicaments.

### Modèles animaux pour l’étude du syndrome d’apnées du sommeil
Les modèles animaux sont largement utilisés pour l’étude du syndrome d’apnées du sommeil (SAS), permettant d’explorer ses mécanismes physiopathologiques et d’évaluer de nouvelles approches thérapeutiques. Parmi eux, les chiens brachycéphales, comme les bouledogues anglais, présentent naturellement une obstruction des voies aériennes supérieures, ce qui en fait un modèle pertinent pour l’étude des anomalies anatomiques associées au SAS. Les rongeurs, notamment les rats et les souris, sont également utilisés, notamment à travers des protocoles d’hypoxie intermittente chronique (CIH), qui reproduisent les épisodes d’apnées et leurs effets systémiques, en particulier sur les systèmes cardiovasculaire, métabolique et neurocognitif. D’autres modèles incluent l’effondrement des voies aériennes induit par pression négative, l’injection de substances volumisantes pour simuler une sténose des tissus, ainsi que les souris New Zealand Obese (NZO), qui permettent d’étudier le lien entre SAS et obésité. Ces modèles sont évalués grâce à des outils diagnostiques tels que la polysomnographie et l’imagerie par résonance magnétique. L’utilisation de ces modèles animaux offre une plateforme précieuse pour tester l’efficacité et la sécurité de nouvelles interventions thérapeutiques avant leur application clinique chez l’homme. Bien qu’aucun modèle animal ne reproduise entièrement le SAS humain, leur utilisation combinée permet d’améliorer la compréhension de cette pathologie et d’optimiser les stratégies thérapeutiques.

### Échelle de somnolence d'Epworth
L'échelle de somnolence d'Epworth évalue la probabilité de s’endormir, cotée de 0 à 3 selon le risque d’assoupissement :
- 0 = jamais d’assoupissement ;
- 1 = risque faible d’assoupissement ;
- 2 = risque modéré d’assoupissement ;
- 3 = risque élevé d’assoupissement.

Elle est évaluée pour huit situations différentes :
- assis en train de lire ;
- en regardant la télévision ;
- assis, inactif, dans un lieu public ;
- comme passager dans une voiture roulant pendant 1 heure sans s'arrêter ;
- allongé pour se reposer l’après-midi quand les circonstances le permettent ;
- assis en train de parler à quelqu'un ;
- assis calmement après un repas sans alcool ;
- au volant d'une voiture immobilisée quelques minutes dans un encombrement.

Le total est noté sur 24. Un score supérieur à 12 est témoin d'une somnolence pathologique.

## Indication d'un enregistrement polysomnographique
Les éléments cliniques les plus pertinents sont les ronflements, les apnées décrites par le conjoint, la somnolence diurne excessive, la surcharge pondérale (IMC supérieure à 27 kg·m-2), l’âge, le sexe masculin, les antécédents familiaux et l’hypertension artérielle. Aucun de ces éléments n’est très spécifique : les apnées sont retrouvées chez 65 à 92 % des SAOS mais aussi chez 31 à 64 % des sujets normaux. L’absence de somnolence diurne estimée (Epworth inférieur à 12) n’exclut pas le SAOS (40 % des SAOS ?) et le score d’Epworth n’est pas lié à la sévérité du SAOS. Il existe une meilleure sensibilité en associant ronflement et somnolence diurne.
Des scores se basant sur l'âge, l'IMC, le périmètre du cou, la présence d’apnées et de ronflements, la présence ou non d'une HTA, ont été élaborés. Ils sont plus sensibles (92 %) mais peu spécifiques (51 %). Ces scores sont utiles pour un dépistage des SAOS mais n'ont été validés que dans des populations restreintes. des critères morphométriques ont été utilisés (mesures de la cavité buccale, IMC, tour de cou) augmentant la spécificité sans permettre pour autant l’élimination de la polysomnographie.
Il faut cependant noter qu'une polysomnographie nocturne (examen coûteux et souvent accompagné de longs délais d'attente pour le patient) n'est généralement pas indiquée en première intention. Une polygraphie nocturne avec oxymétrie de pouls associée à un questionnaire d'évaluation du sommeil sont souvent suffisants pour poser le diagnostic et traiter le SAOS,. En cas de résultats discordants, on pourra discuter une polysomnographie.

## Polysomnographie

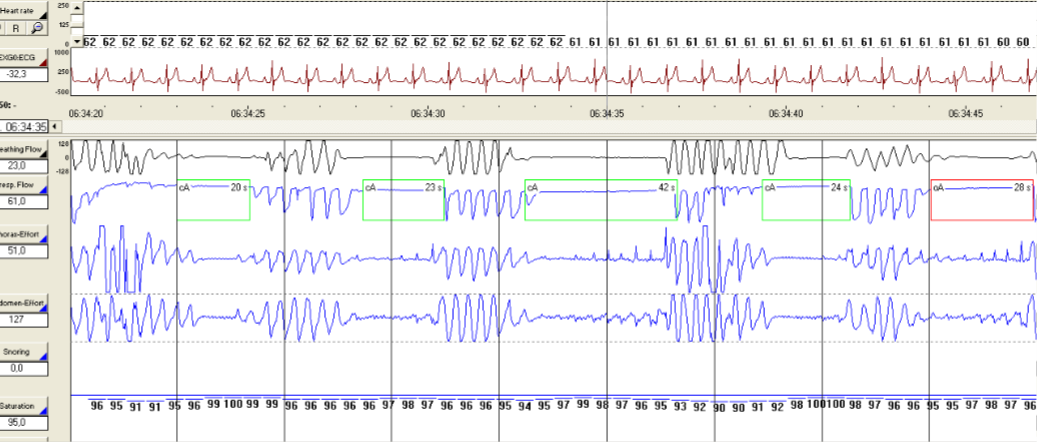
Polysomnographie d'un patient atteint d'AOS.

La polysomnographie est un enregistrement au cours d’une nuit (voire d’une sieste pour le dépistage) de sommeil, visant à quantifier les évènements respiratoires (apnées, hypopnées) et à les corréler à des variables que sont :
- le stade de sommeil et les microéveils ; par enregistrement de l'électroencéphalogramme (électrodes de scalp), d’un électrooculogramme (électrodes collées à l’angle externe de l’œil) et d’un électromyogramme (électrodes collées sur le menton) ;
- la position du sujet déterminée par des capteurs décelant les réactions aux évènements respiratoires et la position de survenue de ces évènements ;
- les efforts respiratoires par des sangles abdominales et thoracique avec des capteurs sensibles à l’étirement ; des mesures plus fines nécessitent l’utilisation d’une sonde de pression œsophagienne ;
- les répercussions gazométriques par mesure de la saturation en oxymétrie percutanée ;
- les répercussions cardiovasculaires avec la mesure de la fréquence cardiaque (la mesure de la pression artérielle n’est pas faite en routine).

La mesure des flux ventilatoires met en évidence les évènements respiratoires : ils peuvent être analysés par enregistrement de la température à la bouche et aux deux narines.
Ces mesures dépistent les apnées mais plus difficilement les hypopnées : leur dépistage repose sur la modification de signal thermique associée le plus souvent à une désaturation ou à un microéveil.
Le pneumotachographe reste la méthode de référence pour la mesure des flux ventilatoires.
Pour alléger ces dispositifs, des polysomnographies « partielles » ont été proposées. Cela va de la seule recherche de désaturation nocturne (publications contradictoires) à un examen sans enregistrement des stades du sommeil (sans EEG, EMG ni électrooculogramme). Ces techniques peuvent être suffisantes si elles sont positives mais ne permettent pas de déceler les microéveils. Enfin, certaines équipes font de la polysomnographie ambulatoire (au domicile du patient) mais seuls certains paramètres peuvent être étudiés.

## Traitements
Wikipédia ne donne pas d'avis médical : seul un professionnel (médecin, pharmacien, etc.) est habilité à le faire.
De multiples traitements du SAOS ont été évalués :

### Mesures hygiénodiététiques
Les mesures hygiénodiététiques (perte de poids, arrêt de la consommation d’alcool ou de sédatifs) sont les mesures les plus efficaces dans le traitement du SAOS. La réduction du poids est efficace tant dans les apnées modérées que dans les formes intermédiaires et sévères. L'exercice physique peut également réduire la sévérité de l'apnée sans changer l'IMC. De plus, l'effet bénéfique de l'exercice aérobie combiné à l'entraînement de force est plus important que l'exercice aérobie seul pour réduire l'apnée. L'exercice améliore également la condition cardiopulmonaire, la qualité du sommeil et la somnolence diurne excessive.
Les traitements positionnels visant à empêcher le décubitus dorsal au cours du sommeil ne sont efficaces que chez une petite fraction des patients seulement ; une trachéotomie est constamment efficace mais comporte de trop importantes conséquences fonctionnelles.

### Ventilation en pression positive continue
En absence de perte de poids, le traitement de référence reste la ventilation en pression positive continue (PPC, en anglais : continuous positive airway pressure, CPAP).
Elle maintient les voies aériennes supérieures ouvertes, ce à tous les stades du cycle respiratoire.
Elle semble aussi en partie efficace sur les apnées centrales.
Elle peut être « simple », l'appareil délivrant le même niveau de pression lors des phases inspiratoires et expiratoires et ce durant toute la nuit. Elle peut être également avec relâchement de pression à l'expiration avec une réduction de pression au début de l'expiration afin de réduire la gêne expiratoire, auto-pilotée par adaptation spontanée aux besoins de pression variables au cours de la nuit (position de sommeil, stade du sommeil, réduction d’adaptation en début de traitement, médicaments ou alcool, etc.), à double niveau de pression avec l'appareil délivrant une pression moindre à l’expiration et plus forte à l'inspiration pour favoriser le confort respiratoire, ou à double niveau de pression auto-pilotée les deux pressions étant automatiquement ajustées au cours de la nuit selon les besoins du patient.
Les appareils délivrent des pressions de 4  à   20 cm H2O à des débits de 20  à   60 l·min-1. L’appareil pèse de 1  à   2 kg, son bruit varie de 25  à   30 dB. Les masques sont très variés, en silicone ou en gel avec dispositif de maintien : sangle, harnais, etc. Il faut une « fuite calibrée » pour éliminer le CO2. Le calibrage des pressions de ventilation se fait au cours d’un deuxième enregistrement polysomnographique avec, en début de nuit, des pressions faibles progressivement augmentées par paliers de quelques minutes pour faire disparaître les apnées, les hypopnées, les « événements respiratoires » et les ronflements.
Cette première nuit est importante car elle permet parfois un sommeil de qualité, vécu comme réparateur avec régression de la somnolence diurne. Elle est un bon critère de pronostic de réponse à la PPC. À long terme, l’efficacité dépend de l'observance. Le taux initial d’acceptation est de 70 à 80 %, avec un maintien à 80 % à distance mais avec des durées d’utilisation variables (« mouchards » dans les appareils récents). La durée minimale efficace est de 4 heures par nuit. L’observance dépend de la prise en charge et de l’information des patients, et, en particulier, de la gestion des effets secondaires mineurs de la PPC :
- irritation cutanée due à un masque inadapté ;
- rhinite, voire obturation nasale (humidification chauffante) ;
- conjonctivites par fuites du masque (bruit peu souvent évoqué).

La PPC peut avoir des effets secondaires plus importants : épistaxis (saignement de nez), pneumothorax, troubles du rythme cardiaque. Les principaux bénéfices concernent l’amélioration de la vigilance diurne, mais certaines études font état d’une réduction de la mortalité, du nombre d'accidents cardiaques, d’une baisse des accidents de la route. L’amélioration de l’HTA est controversée.

### Orthèses buccales
Des orthèses médicales permettent de dégager le larynx pour permettre une ventilation naturelle chez les patients réfractaires à l'utilisation de masques ou à la ventilation (cf. Orthèse d'avancée mandibulaire). Ils sont efficaces dans la moitié des cas. Il n'existe néanmoins pas de comparaison directe avec la CPAP et ces dispositifs sont généralement conseillés en deuxième intention.

### Autres
D'autres traitements ont été proposés, de type chirurgical (notamment l'uvulopalatoplastie), médical (antidépresseurs stimulants dont les tricycliques, pyschostimulants comme le modafinil, etc.), instrumental (orthèse d'avancée mandibulaire, sondes d’intubation nasotrachéale, dilatateurs narinaires), avec une évaluation souvent incomplète de leur efficacité. Dans des cas sélectionnés (anatomie de la bouche) une chirurgie permet d'améliorer 60 % de apnées du sommeil résistantes aux autres traitements.
Des chercheurs ont fait des essais avec un stimulateur implantable (comme un stimulateur cardiaque) qui envoie pendant le sommeil une légère stimulation du nerf moteur de la langue (nerf hypoglosse) qui peut faire avancer la langue et ainsi élargir les voies aériennes supérieures,. Chez des patients qui ne tolèrent pas le traitement à la pression positive continue (PPC) des études,, suggèrent que cette technologie de stimulation du nerf hypoglosse peut diminuer l'Index d'Apnées-Hypopnées (IAH) évoqué plus haut au chapitre Epidémiologie.